# رابینسونز کورنر (کالیفرنیا)
رابینسونز کورنر (به انگلیسی: Robinsons Corner) یک منطقهٔ مسکونی در ایالات متحده آمریکا است که در شهرستان بیوت، کالیفرنیا واقع شده‌است. رابینسونز کورنر ۳۲ متر بالاتر از سطح دریا واقع شده‌است.